# Edwin Landseer
Pour les articles homonymes, voir Landseer.
Sir Edwin Landseer, né le 7 mars 1802 à Londres, mort le 1er octobre 1873 dans la même ville, est un peintre et sculpteur britannique.

## Biographie
Landseer présente son travail à la Royal Academy en 1815. Il est élu membre associé de la Royal Academy en 1826, et élu académicien en 1831. Il est anobli en 1850, et refuse le poste de président de la Royal Academy en 1866.
Landseer est une personnalité importante de l'art britannique du XIXe siècle. Parmi ses élèves, on compte le peintre orientaliste John Frederick Lewis.
Sa tombe se trouve dans la cathédrale Saint-Paul de Londres.

## Œuvre

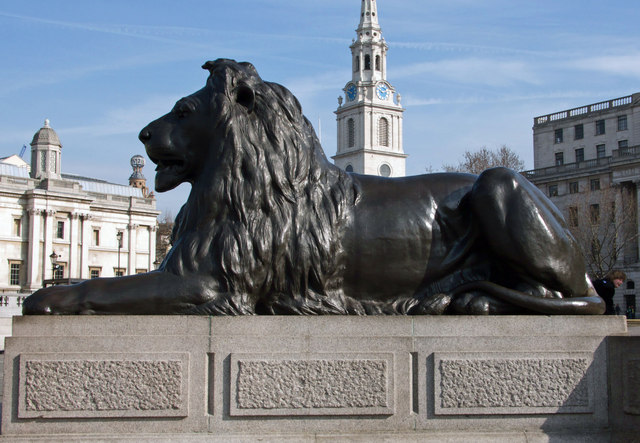
Un des quatre lions du piédestal de la Colonne Nelson (1867)
Trafalgar Square, Londres

Connu pour ses peintures animalières, en particulier des chevaux et des chiens, Edwin Landseer est également réputé pour ses Lions en bronze  de Trafalgar Square à Londres, exécutés avec l'aide du sculpteur Carlo Marochetti.
Il a commencé à exposer des images d'animaux et des sujets historiques dans les années 1820. Il peint un certain nombre de thème des Highlands écossais et, comme Turner, illustre les œuvres du romancier Sir Walter Scott. À partir de 1824, Landseer visita Abbotsford, la maison de Scott dans les Scottish Borders.

### Peintures
- Chiens se battant, reprenant souffle (vers 1818), musée du Louvre, Paris[4]
- Lion : un chien Terre-Neuve (1824), Victoria and Albert Museum, Londres
- Portrait de Mr. Van Amburgh se produisant avec ses fauves dans les théâtres de Londres (1846-1847), Centre d'art britannique de Yale,  New Haven, Connecticut
- Scène du Songe d'une nuit d'été. Titania et Bottom (1848-1851), National Gallery of Victoria, Melbourne
- The Monarch of the Glen (1851), Galerie nationale d'Écosse, Édimbourg
- L'Homme propose, Dieu dispose (1864), Royal Holloway, Londres
- Collecte de l'impôt dans la nature (1868), National Gallery of Scotland, Édimbourg
- Une scène à Abbotsford (exposée en 1827), huile sur bois, 45 × 61 cm, Tate Britain, Londres[5]

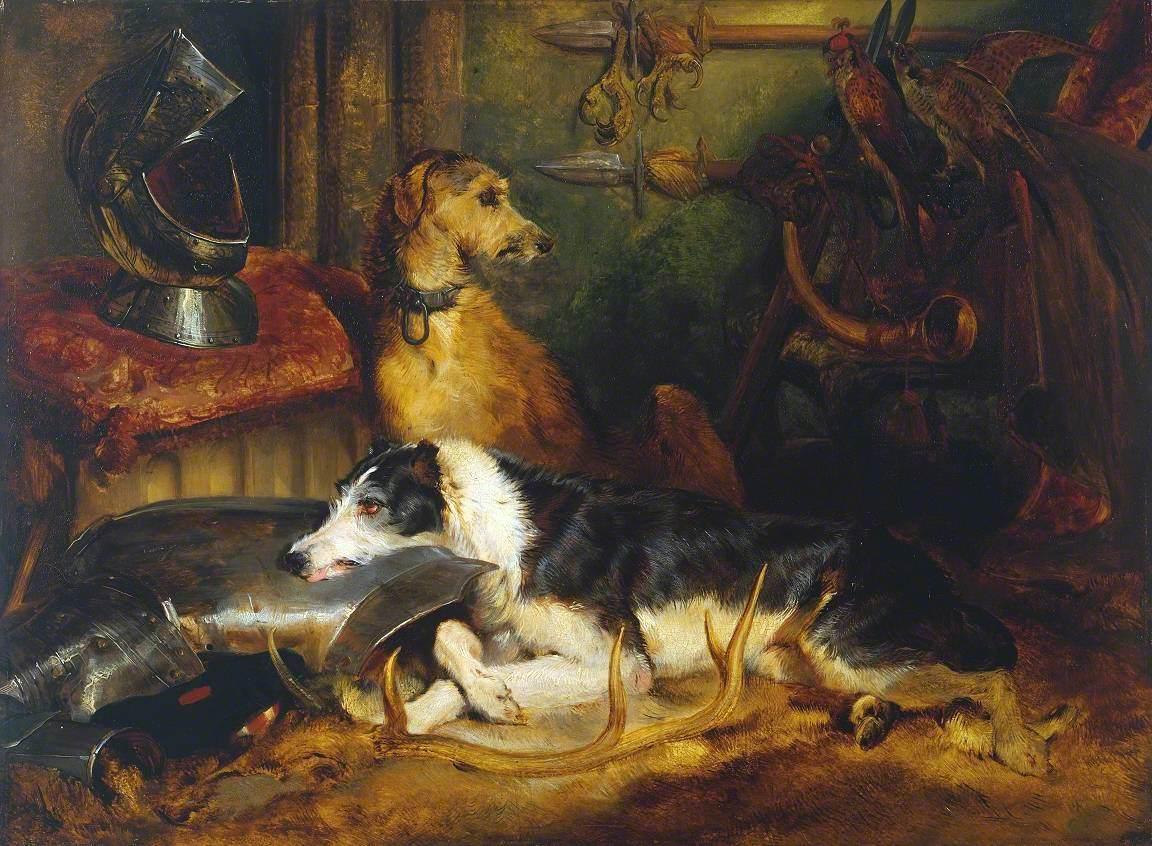
Une scène à Abbotsford (1827) Tate Britain
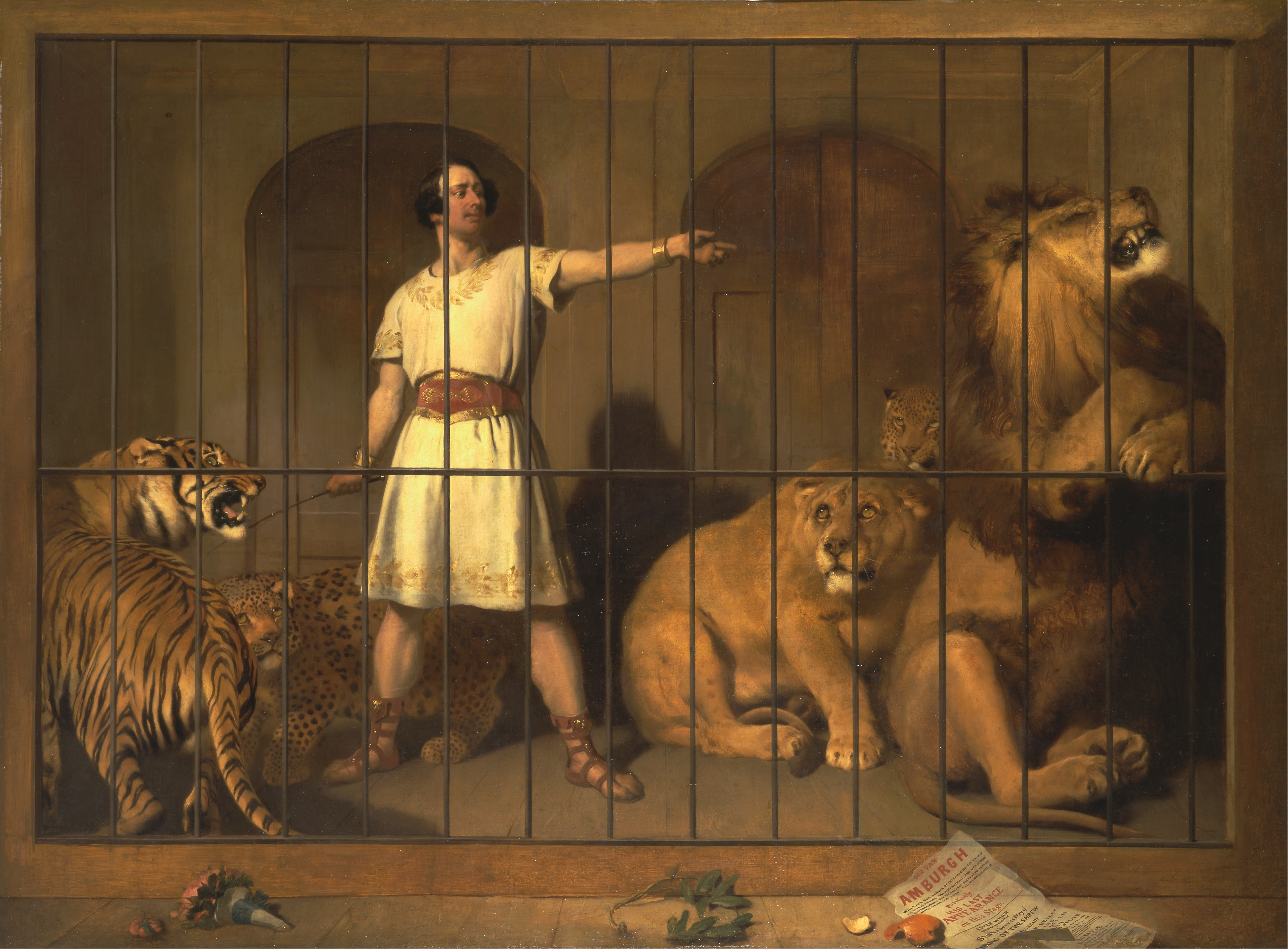
Portrait de Mr. Van Amburgh se produisant avec ses fauves dans les théâtres de Londres (1846-1847), Centre d'art britannique de Yale,  New Haven, Connecticut.
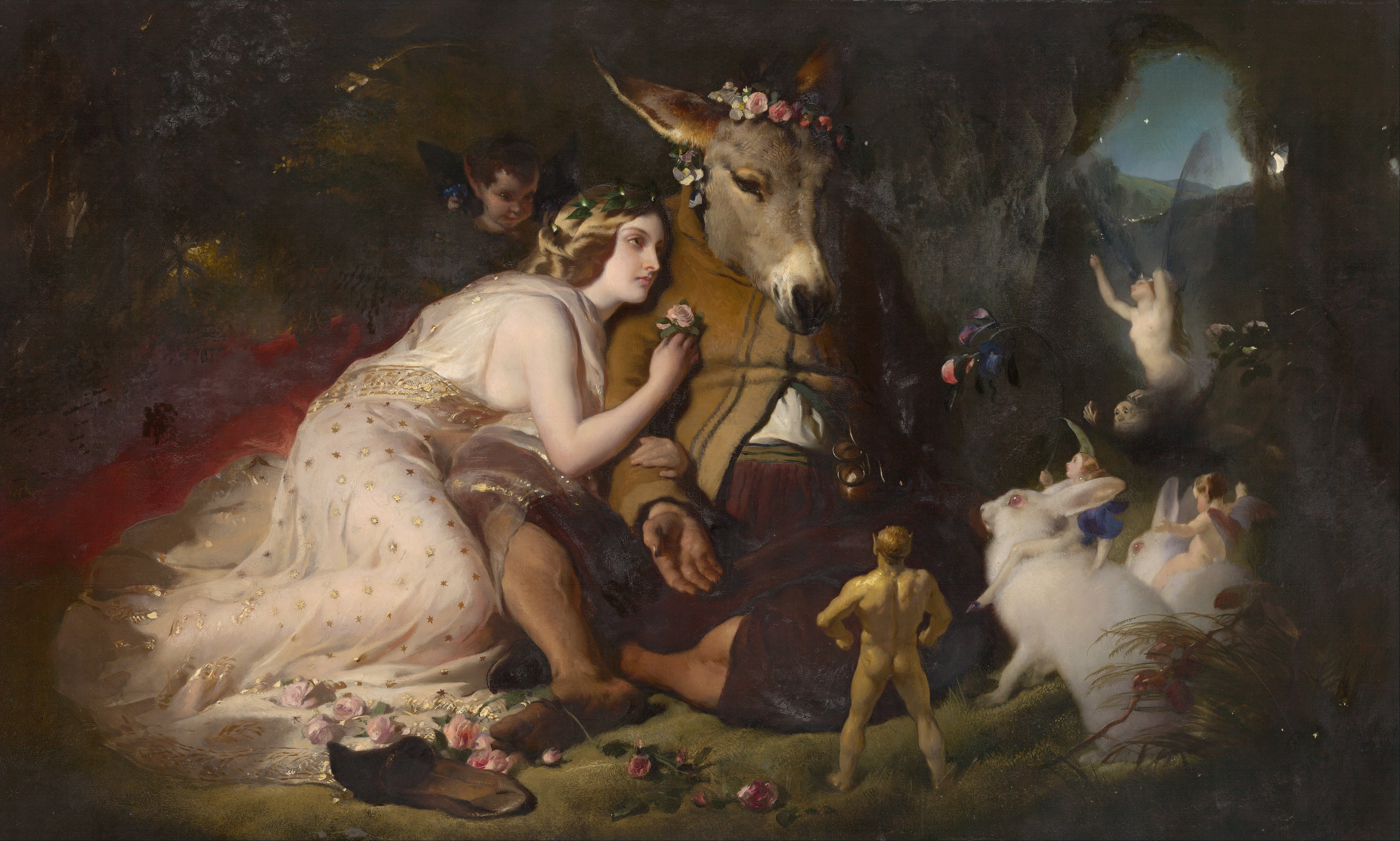
Scène du Songe d'une nuit d'été. Titania et Bottom (1848-1851), National Gallery of Victoria, Melbourne.

## Distinction
- : chevalier de l'ordre de Léopold le 14 décembre 1860[6].